# Višnja Gora
Višnja Gora (în germană Weixelburg) este un oraș din comuna Ivančna Gorica, Slovenia, cu o populație de 1.017 locuitori.